# Divizia A1 w piłce siatkowej mężczyzn (2023/2024)
Divizia A1 2023/2024 − 75. sezon mistrzostw Rumunii w piłce siatkowej zorganizowany przez Rumuński Związek Piłki Siatkowej (Federației Române de Volei, FRVolei). Zainaugurowany został 14 października 2023 roku.
Divizia A1 w sezonie 2023/2024 składała się z 12 drużyn. Do najwyższej klasy rozgrywkowej dołączyły dwa zespoły: CS UV Timișoara oraz CSM Corona Brașov.
Rozgrywki składały się z fazy zasadniczej, fazy play-off oraz fazy play-out. W fazie zasadniczej drużyny rozegrały między sobą po dwa mecze. Osiem najlepszych awansowało do fazy play-off, pozostałe trafiły do fazy play-out. Faza play-off składała się z ćwierćfinałów, meczów o miejsca 5-8, półfinałów, meczów o 3. miejsce oraz finałów.
Po raz pierwszy mistrzem Rumunii została Corona Brașov, która w finałach fazy play-off pokonała CSM Arcada Galați. Trzecie miejsce zajął Rapid Bukareszt. Do niższej ligi spadły kluby Universitatea Cluj oraz CS UV Timișoara.

## System rozgrywek
Rozgrywki w rumuńskiej Dywizji A1 w sezonie 2023/2024 składały się z fazy zasadniczej, fazy play-off oraz fazy play-out.

### Faza zasadnicza
W fazie zasadniczej 12 drużyn rozegrało ze sobą po dwa spotkania systemem kołowym (mecz u siebie i rewanż na wyjeździe). Osiem najlepszych zespołów awansowało do fazy play-off, pozostałe natomiast trafiły do fazy play-out.

### Faza play-off
Faza play-off składała się z ćwierćfinałów, meczów o miejsca 5-8, półfinałów, meczów o 3. miejsce i finałów.
Ćwierćfinały

Ćwierćfinałowe pary utworzone zostały na podstawie miejsc zajętych przez poszczególne drużyny w fazie zasadniczej według klucza: 1-8; 2-7; 3-6; 4-5. Rywalizacja toczyła się do dwóch zwycięstw ze zmianą gospodarza po każdym meczu. Gospodarzem pierwszego spotkania w parze był zespół, który w fazie zasadniczej zajął wyższe miejsce.
Mecze o miejsca 5-8

O miejsca 5-8 grali przegrani w ćwierćfinałach. Pierwszą parę utworzyli przegrany w parze 1-8 z przegranym w parze 4-5, drugą natomiast dwie pozostałe drużyny. Zespoły w parach grały do dwóch zwycięstw ze zmianą gospodarza po każdym meczu. Gospodarzem pierwszego meczu w parze był zespół, który w fazie zasadniczej zajął wyższe miejsce.
Mecze o 7. miejsce

O 7. miejsce grali przegrani w meczach o miejsca 5-8. Rywalizacja toczyła się do dwóch zwycięstw ze zmianą gospodarza po każdym meczu. Gospodarzem pierwszego meczu w parze był przegrany w parze 2-7 – 3-6.
Mecze o 5. miejsce

O 5. miejsce grali zwycięzcy w meczach o miejsca 5-8. Rywalizacja toczyła się do dwóch zwycięstw ze zmianą gospodarza po każdym meczu. Gospodarzem pierwszego meczu w parze był wygrany w parze 1-8 – 4-5.
Półfinały

W półfinałach grali zwycięzcy ćwierćfinałów. Pierwszą parę półfinałową utworzyli zwycięzca w parze 1-8 ze zwycięzcą w parze 4-5, drugą natomiast dwie pozostałe drużyny. Zespoły w parach grały do dwóch zwycięstw ze zmianą gospodarza po każdym meczu. Gospodarzami pierwszych spotkań byli zwycięzcy w ćwierćfinałowych parach 1-8 oraz 2-7.
Mecze o 3. miejsce

O brązowy medal grali przegrani w parach półfinałowych. Rywalizacja toczyła się do trzech zwycięstw ze zmianą gospodarza po dwóch meczach. Gospodarzem pierwszych dwóch spotkań w parze był przegrany w drugiej półfinałowej parze.
Finały

O tytuł mistrzowski grali zwycięzcy w parach półfinałowych. Rywalizacja toczyła się do trzech zwycięstw ze zmianą gospodarza po dwóch meczach. Gospodarzem pierwszych dwóch spotkań w parze był zwycięzca w pierwszej półfinałowej parze.

### Faza play-out
W fazie play-out uczestniczyły drużyny, które w fazie zasadniczej zajęły miejsca 9-12. Utworzyły one pary według klucza: 9-12; 10-11. Rywalizacja w parach toczyła się do trzech zwycięstw ze zmianą gospodarza po dwóch meczach. Gospodarzem pierwszych dwóch spotkań w parze był zespół, który w fazie zasadniczej zajął wyższe miejsce.
Zwycięzcy w parach grali o 9. miejsce, natomiast przegrani o 11. miejsce. Rywalizacja toczyła się do dwóch zwycięstw ze zmianą gospodarza po każdym meczu.
Drużyny, które w klasyfikacji końcowej zajęły miejsca 11-12, spadły do niższej klasy rozgrywkowej.

## Drużyny uczestniczące
W Dywizji A1 w sezonie 2023/2024 uczestniczyło 12 drużyn. Do najwyższej klasy rozgrywkowej dołączyły dwa zespoły z Dywizji A2: CS UV Timișoara i CSM Corona Brașov.
| Divizia A1 2023/2024                                                                  | Divizia A1 2023/2024 |                  |
| ------------------------------------------------------------------------------------- | -------------------- | ---------------- |
| CSM Arcada Galați                                                                     | 1                    | Liga Mistrzów    |
| CSA Steaua Bukareszt                                                                  | 2                    | Puchar Challenge |
| SCMU Craiova                                                                          | 3                    | Puchar CEV       |
| CS Dinamo Bukareszt                                                                   | 4                    | Puchar Challenge |
| CS Rapid Bukareszt                                                                    | 5                    |                  |
| SCM Zalău                                                                             | 6                    |                  |
| CS Știința Explorări Baia Mare                                                        | 7                    |                  |
| CSM Constanța                                                                         | 8                    |                  |
| CS Unirea Dej                                                                         | 9                    |                  |
| CS Universitatea Cluj                                                                 | 10                   |                  |
| Awans z Divizia A2                                                                    |                      |                  |
| CS UV Timișoara                                                                       | 1                    |                  |
| CSM Corona Brașov                                                                     | 2                    |                  |
| Oznaczenia: - kolumna druga – miejsce zajęte przez daną drużynę w poprzednim sezonie. |                      |                  |

### Awanse i spadki
| Poz. | Spadek z Dywizji A1 2022/2023 |
| ---- | ----------------------------- |
| 11.  | CSU Știința București         |
| 12.  | CSM Suceava                   |

| Poz. | Awans z Dywizji A2 2022/2023 |
| ---- | ---------------------------- |
| 1.   | CS UV Timișoara              |
| 2.   | CSM Corona Brașov            |

## Hale sportowe
| Drużyna                     | Hala sportowa                               | Miejscowość | *     |
| --------------------------- | ------------------------------------------- | ----------- | ----- |
| Arcada Galați               | Sala Sporturilor "Dunărea"                  | Gałacz      |       |
| Constanța                   | Sala Sporturilor                            | Konstanca   |       |
| Corona Brașov               | Sala Sporturilor "Dumitru Popescu Colibași" | Braszów     |       |
| Craiova                     | Sala Polivalentă                            | Krajowa     | [ a ] |
| Craiova                     | Sala Sporturilor "Ion Constantinescu"       | Krajowa     | [ a ] |
| Dinamo Bukareszt            | Sala Polivalentă Dinamo                     | Bukareszt   |       |
| Rapid Bukareszt             | Sala Polivalentă Rapid                      | Bukareszt   |       |
| Steaua Bukareszt            | Sala de Sport "Mihai Viteazul"              | Bukareszt   |       |
| Știința Explorări Baia Mare | Sala Sporturilor "Lascăr Pană"              | Baia Mare   |       |
| Unirea Dej                  | Sala de Sport "Petru Stăvariu"              | Dej         |       |
| Universitatea Cluj          | Sala Sporturilor "Horia Demian"             | Kluż-Napoka |       |
| UV Timișoara                | Sala de sport a Universității de Vest       | Timișoara   |       |
| Zalău                       | Sala Sporturilor "Gheorghe Tadici"          | Zalău       |       |
| Źródło:                     |                                             |             |       |

## Trenerzy
| Drużyna                     | Trener                  | Asystent trenera   | *      |
| --------------------------- | ----------------------- | ------------------ | ------ |
| Arcada Galați               | Sergiu Stancu           | Răzvan Tănăsescu   | [ 8 ]  |
| Constanța                   | Cristian Imhoff         | Răzvan Parpală     | [ 9 ]  |
| Corona Brașov               | Laurențiu Lică          | Bogdan Preda       | [ 10 ] |
| Craiova                     | Dănuț Pascu             | Claudiu Mitru Nuțu | [ 11 ] |
| Dinamo Bukareszt            | Bogdan Kotnik           | Bogdan Tănase      | [ 12 ] |
| Rapid Bukareszt             | Dragan Kobiljski        | Ionuț Teleleu      | [ 13 ] |
| Steaua Bukareszt            | Atanas Petrow           | Dan Duroaia        | [ 14 ] |
| Știința Explorări Baia Mare | Marius Botea            | Sorin Pop          | [ 15 ] |
| Unirea Dej                  | Ovidiu Tămaş            | —                  | [ 16 ] |
| Universitatea Cluj          | Bogdan Ungureanu (p.o.) | —                  | [ 17 ] |
| UV Timișoara                | Sorin Schiesz           | —                  | [ 18 ] |
| Zalău                       | Rainer Vassiljev        | Marius Lazăr       | [ 19 ] |

### Zmiany trenerów
| Klub               | Były trener        | Data odejścia | Nowy trener             | Data przyjścia | *             |
| ------------------ | ------------------ | ------------- | ----------------------- | -------------- | ------------- |
| Przed sezonem      |                    |               |                         |                |               |
| Constanța          | Răzvan Parpală     |               | Cristian Imhoff         |                | [ 20 ] [ b ]  |
| Corona Brașov      | Dan Gîrleanu       |               | Laurențiu Lică          |                | [ 21 ]        |
| Dinamo Bukareszt   | Fernando Muñoz     |               | Stelian Moculescu       |                | [ 22 ]        |
| Rapid Bukareszt    | Cristian Chițigoi  |               | Dragan Kobiljski        |                | [ 23 ]        |
| Universitatea Cluj | Romeo Lotei (p.o.) |               | Bogdan Nicolae          |                | [ 24 ]        |
| Zalău              | Dragan Kobiljski   |               | Rainer Vassiljev        |                | [ 25 ]        |
| W trakcie sezonu   |                    |               |                         |                |               |
| Universitatea Cluj | Bogdan Nicolae     | 21.01.2024    | Bogdan Ungureanu (p.o.) | —              | [ 26 ]        |
| Steaua Bukareszt   | Bogdan Kotnik      | 7.02.2024     | Atanas Petrow           | 8.02.2024      | [ 27 ] [ 28 ] |
| Dinamo Bukareszt   | Stelian Moculescu  | 6.03.2024     | Bogdan Kotnik           | 6.03.2024      | [ 29 ]        |

## Faza zasadnicza

### Tabela wyników
| Gospodarz \ Gość1           | ARC | STE | CRA | DBU | RAP | ZAL | ŞTI | CON | DEJ | U-CLU | TMŞ | COR |
| --------------------------- | --- | --- | --- | --- | --- | --- | --- | --- | --- | ----- | --- | --- |
| Arcada Galați               | -   | 3:2 | 3:0 | 3:0 | 3:0 | 3:0 | 3:0 | 3:1 | 3:0 | 3:0   | 3:0 | 3:0 |
| Steaua Bukareszt            | 3:1 | -   | 3:2 | 3:2 | 3:2 | 1:3 | 3:0 | 2:3 | 3:0 | 3:0   | 3:0 | 0:3 |
| Craiova                     | 0:3 | 3:0 | -   | 1:3 | 0:3 | 3:2 | 3:0 | 3:0 | 3:0 | 3:0   | 3:1 | 3:2 |
| Dinamo Bukareszt            | 0:3 | 2:3 | 3:1 | -   | 0:3 | 3:2 | 3:0 | 3:1 | 3:0 | 3:0   | 3:0 | 0:3 |
| Rapid Bukareszt             | 3:0 | 3:0 | 3:0 | 1:3 | -   | 3:1 | 3:0 | 3:0 | 3:1 | 3:0   | 3:1 | 0:3 |
| Zalău                       | 0:3 | 2:3 | 3:2 | 1:3 | 1:3 | -   | 0:3 | 3:1 | 3:1 | 3:0   | 3:0 | 2:3 |
| Știința Explorări Baia Mare | 1:3 | 3:1 | 1:3 | 0:3 | 1:3 | 3:1 | -   | 2:3 | 3:2 | 3:0   | 3:0 | 1:3 |
| Constanța                   | 0:3 | 0:3 | 1:3 | 3:0 | 0:3 | 3:1 | 3:0 | -   | 3:1 | 3:0   | 3:0 | 0:3 |
| Unirea Dej                  | 0:3 | 0:3 | 1:3 | 0:3 | 0:3 | 1:3 | 0:3 | 0:3 | -   | 3:0   | 3:0 | 0:3 |
| Universitatea Cluj          | 0:3 | 0:3 | 0:3 | 0:3 | 0:3 | 0:3 | 0:3 | 1:3 | 0:3 | -     | 3:1 | 0:3 |
| UV Timișoara                | 0:3 | 1:3 | 0:3 | 2:3 | 0:3 | 0:3 | 1:3 | 1:3 | 0:3 | 3:1   | -   | 0:3 |
| Corona Brașov               | 3:0 | 3:1 | 3:2 | 1:3 | 0:3 | 3:1 | 3:1 | 3:0 | 3:0 | 3:1   | 3:0 | -   |

Źródło: 
1 Drużyna gospodarzy jest wymieniona po lewej stronie tabeli.
Kolory:
  zwycięstwo gospodarzy 3:0 lub 3:1
  zwycięstwo gospodarzy 3:2
  zwycięstwo gości 3:0 lub 3:1
  zwycięstwo gości 3:2

### Terminarz i wyniki spotkań
| Data                                                            | Godz. | Gospodarz                   | Rezultat                                | Gość                        | Widzów |
| --------------------------------------------------------------- | ----- | --------------------------- | --------------------------------------- | --------------------------- | ------ |
| 1. KOLEJKA                                                      |       |                             |                                         |                             |        |
| 14.10.2023                                                      | 16:00 | Universitatea Cluj          | 0:3 (22:25, 17:25, 15:25)               | Steaua Bukareszt            | 250    |
| 14.10.2023                                                      | 17:00 | Arcada Galați               | 3:0 (25:21, 25:19, 27:25)               | Zalău                       | 500    |
| 15.10.2023                                                      | 18:00 | Dinamo Bukareszt            | 3:0 (25:21, 25:14, 25:19)               | Știința Explorări Baia Mare | 720    |
| 14.10.2023                                                      | 13:00 | Constanța                   | 3:0 (25:16, 25:12, 25:17)               | UV Timișoara                | 150    |
| 14.10.2023                                                      | 18:00 | Craiova                     | 3:2 (36:34, 25:27, 25:18, 16:25, 15:9)  | Corona Brașov               | 750    |
| 14.10.2023                                                      | 18:00 | Unirea Dej                  | 0:3 (16:25, 18:25, 19:25)               | Rapid Bukareszt             | 250    |
| 2. KOLEJKA                                                      |       |                             |                                         |                             |        |
| 21.10.2023                                                      | 17:00 | Steaua Bukareszt            | 3:2 (25:22, 25:27, 20:25, 25:17, 15:13) | Rapid Bukareszt             | 350    |
| 21.10.2023                                                      | 17:00 | Corona Brașov               | 3:0 (25:20, 25:17, 25:16)               | Unirea Dej                  | 300    |
| 21.10.2023                                                      | 16:30 | UV Timișoara                | 0:3 (13:25, 21:25, 18:25)               | Craiova                     | 50     |
| 23.10.2023                                                      | 18:00 | Știința Explorări Baia Mare | 2:3 (26:24, 18:25, 22:25, 25:21, 13:15) | Constanța                   | 300    |
| 21.10.2023                                                      | 18:00 | Zalău                       | 1:3 (19:25, 25:18, 20:25, 21:25)        | Dinamo Bukareszt            | 600    |
| 20.10.2023                                                      | 17:00 | Universitatea Cluj          | 0:3 (14:25, 13:25, 17:25)               | Arcada Galați               | 150    |
| 3. KOLEJKA                                                      |       |                             |                                         |                             |        |
| 28.10.2023                                                      | 17:00 | Arcada Galați               | 3:2 (23:25, 25:20, 25:22, 16:25, 15:10) | Steaua Bukareszt            | 400    |
| 27.10.2023                                                      | 18:00 | Dinamo Bukareszt            | 3:0 (25:16, 25:16, 25:17)               | Universitatea Cluj          | 200    |
| 28.10.2023                                                      | 17:00 | Constanța                   | 3:1 (25:21, 19:25, 25:20, 25:21)        | Zalău                       | 150    |
| 28.10.2023                                                      | 16:30 | Craiova                     | 3:0 (25:18, 25:23, 25:19)               | Știința Explorări Baia Mare | 200    |
| 28.10.2023                                                      | 18:00 | Unirea Dej                  | 3:0 (25:15, 25:22, 25:18)               | UV Timișoara                | 100    |
| 28.10.2023                                                      | 17:00 | Rapid Bukareszt             | 0:3 (22:25, 19:25, 22:25)               | Corona Brașov               | 100    |
| 4. KOLEJKA                                                      |       |                             |                                         |                             |        |
| 4.11.2023                                                       | 17:00 | Steaua Bukareszt            | 0:3 (21:25, 20:25, 22:25)               | Corona Brașov               | 107    |
| 4.11.2023                                                       | 12:00 | UV Timișoara                | 0:3 (13:25, 19:25, 17:25)               | Rapid Bukareszt             | 100    |
| 4.11.2023                                                       | 17:00 | Știința Explorări Baia Mare | 3:2 (21:25, 25:18, 25:18, 21:25, 15:12) | Unirea Dej                  | 120    |
| 6.11.2023                                                       | 17:00 | Zalău                       | 3:2 (18:25, 25:20, 25:22, 23:25, 15:13) | Craiova                     | 500    |
| 4.11.2023                                                       | 18:30 | Universitatea Cluj          | 1:3 (18:25, 25:14, 18:25, 16:25)        | Constanța                   | 300    |
| 2.11.2023                                                       | 18:00 | Arcada Galați               | 3:0 (25:16, 25:21, 25:20)               | Dinamo Bukareszt            | 900    |
| 5. KOLEJKA                                                      |       |                             |                                         |                             |        |
| 11.11.2023                                                      | 18:00 | Dinamo Bukareszt            | 2:3 (25:17, 25:22, 22:25, 22:25, 10:15) | Steaua Bukareszt            | 600    |
| 5.01.2024                                                       | 17:00 | Constanța                   | 0:3 (19:25, 19:25, 18:25)               | Arcada Galați               | 200    |
| 10.11.2023                                                      | 16:30 | Craiova                     | 3:0 (25:15, 25:16, 25:13)               | Universitatea Cluj          | 75     |
| 11.11.2023                                                      | 18:00 | Unirea Dej                  | 1:3 (25:20, 23:25, 24:26, 24:26)        | Zalău                       | 150    |
| 11.11.2023                                                      | 17:00 | Rapid Bukareszt             | 3:0 (25:21, 25:14, 25:16)               | Știința Explorări Baia Mare | 125    |
| 11.11.2023                                                      | 18:30 | Corona Brașov               | 3:0 (25:12, 25:13, 25:15)               | UV Timișoara                | 120    |
| 6. KOLEJKA                                                      |       |                             |                                         |                             |        |
| 18.11.2023                                                      | 17:00 | Steaua Bukareszt            | 3:0 (25:13, 25:13, 25:15)               | UV Timișoara                | 55     |
| 19.11.2023                                                      | 12:00 | Știința Explorări Baia Mare | 1:3 (25:21, 17:25, 17:25, 16:25)        | Corona Brașov               | 150    |
| 18.11.2023                                                      | 18:00 | Zalău                       | 1:3 (32:30, 20:25, 23:25, 13:25)        | Rapid Bukareszt             | 600    |
| 18.11.2023                                                      | 18:00 | Universitatea Cluj          | 0:3 (20:25, 23:25, 18:25)               | Unirea Dej                  | 500    |
| 18.11.2023                                                      | 18:00 | Craiova                     | 0:3 (23:25, 23:25, 18:25)               | Arcada Galați               | 110    |
| 18.11.2023                                                      | 19:00 | Dinamo Bukareszt            | 3:1 (25:22, 23:25, 25:10, 25:15)        | Constanța                   | 250    |
| 7. KOLEJKA                                                      |       |                             |                                         |                             |        |
| 25.11.2023                                                      | 19:30 | Constanța                   | 0:3 (17:25, 16:25, 21:25)               | Steaua Bukareszt            | 225    |
| 26.11.2023                                                      | 18:00 | Craiova                     | 1:3 (22:25, 17:25, 25:17, 23:25)        | Dinamo Bukareszt            | 150    |
| 25.11.2023                                                      | 18:00 | Unirea Dej                  | 0:3 (16:25, 23:25, 13:25)               | Arcada Galați               | 250    |
| 25.11.2023                                                      | 12:00 | Rapid Bukareszt             | 3:0 (25:23, 25:12, 25:21)               | Universitatea Cluj          | 150    |
| 24.11.2023                                                      | 17:00 | Corona Brașov               | 3:1 (25:22, 25:23, 16:25, 25:14)        | Zalău                       | 300    |
| 25.11.2023                                                      | 12:00 | UV Timișoara                | 1:3 (23:25, 19:25, 25:21, 15:25)        | Știința Explorări Baia Mare | 30     |
| 8. KOLEJKA                                                      |       |                             |                                         |                             |        |
| 2.12.2023                                                       | 17:00 | Steaua Bukareszt            | 3:0 (25:20, 25:18, 25:20)               | Știința Explorări Baia Mare | 100    |
| 2.12.2023                                                       | 18:00 | Zalău                       | 3:0 (25:18, 25:19, 25:19)               | UV Timișoara                | 200    |
| 2.12.2023                                                       | 17:00 | Universitatea Cluj          | 0:3 (14:25, 15:25, 23:25)               | Corona Brașov               | 250    |
| 2.12.2023                                                       | 18:00 | Arcada Galați               | 3:0 (25:22, 25:17, 25:22)               | Rapid Bukareszt             | 500    |
| 2.12.2023                                                       | 17:00 | Dinamo Bukareszt            | 3:0 (25:16, 30:28, 25:19)               | Unirea Dej                  | 300    |
| 4.12.2023                                                       | 15:30 | Constanța                   | 1:3 (17:25, 20:25, 25:18, 16:25)        | Craiova                     | 100    |
| 9. KOLEJKA                                                      |       |                             |                                         |                             |        |
| 9.12.2023                                                       | 18:00 | Craiova                     | 3:0 (25:21, 27:25, 25:21)               | Steaua Bukareszt            | 150    |
| 9.12.2023                                                       | 18:00 | Unirea Dej                  | 0:3 (16:25, 22:25, 17:25)               | Constanța                   | 180    |
| 10.12.2023                                                      | 15:00 | Rapid Bukareszt             | 1:3 (23:25, 18:25, 25:16, 21:25)        | Dinamo Bukareszt            | 200    |
| 9.12.2023                                                       | 19:30 | Corona Brașov               | 3:0 (25:18, 25:17, 25:22)               | Arcada Galați               | 200    |
| 9.12.2023                                                       | 18:00 | UV Timișoara                | 3:1 (25:21, 23:25, 26:24, 25:22)        | Universitatea Cluj          | 80     |
| 9.12.2023                                                       | 12:00 | Știința Explorări Baia Mare | 3:1 (25:17, 25:27, 25:21, 25:18)        | Zalău                       | 150    |
| 10. KOLEJKA                                                     |       |                             |                                         |                             |        |
| 17.12.2023                                                      | 17:00 | Steaua Bukareszt            | 1:3 (25:22, 22:25, 19:25, 22:25)        | Zalău                       | 80     |
| 14.12.2023                                                      | 19:00 | Universitatea Cluj          | 0:3 (20:25, 19:25, 16:25)               | Știința Explorări Baia Mare | 350    |
| 15.12.2023                                                      | 18:00 | Arcada Galați               | 3:0 (25:12, 25:19, 25:12)               | UV Timișoara                | 200    |
| 17.12.2023                                                      | 18:00 | Dinamo Bukareszt            | 0:3 (26:28, 16:25, 22:25)               | Corona Brașov               | 400    |
| 16.12.2023                                                      | 16:00 | Constanța                   | 0:3 (14:25, 14:25, 20:25)               | Rapid Bukareszt             | 250    |
| 16.12.2023                                                      | 17:00 | Craiova                     | 3:0 (25:16, 25:13, 25:16)               | Unirea Dej                  | bd.    |
| 11. KOLEJKA                                                     |       |                             |                                         |                             |        |
| 12.01.2024                                                      | 18:00 | Steaua Bukareszt            | 3:0 (25:19, 25:10, 25:14)               | Unirea Dej                  | 46     |
| 23.12.2023                                                      | 15:00 | Rapid Bukareszt             | 3:0 (25:18, 25:18, 25:20)               | Craiova                     | 150    |
| 22.12.2023                                                      | 20:30 | Corona Brașov               | 3:0 (25:19, 25:23, 25:22)               | Constanța                   | 150    |
| 22.12.2023                                                      | 13:30 | UV Timișoara                | 2:3 (25:23, 13:25, 25:23, 10:25, 8:15)  | Dinamo Bukareszt            | 50     |
| 23.12.2023                                                      | 12:00 | Știința Explorări Baia Mare | 1:3 (22:25, 16:25, 25:19, 20:25)        | Arcada Galați               | 300    |
| 23.12.2023                                                      | 18:00 | Zalău                       | 3:0 (25:8, 25:13, 25:23)                | Universitatea Cluj          | 250    |
| 12. KOLEJKA                                                     |       |                             |                                         |                             |        |
| 13.01.2024                                                      | 18:00 | Steaua Bukareszt            | 3:0 (25:22, 25:19, 25:22)               | Universitatea Cluj          | 70     |
| 12.03.2024                                                      | 18:00 | Zalău                       | 0:3 (21:25, 16:25, 23:25)               | Arcada Galați               | 700    |
| 13.01.2024                                                      | 12:00 | Știința Explorări Baia Mare | 0:3 (22:25, 22:25, 15:25)               | Dinamo Bukareszt            | 300    |
| 13.01.2024                                                      | 17:00 | UV Timișoara                | 1:3 (20:25, 28:30, 26:24, 15:25)        | Constanța                   | 70     |
| 16.01.2024                                                      | 19:00 | Corona Brașov               | 3:2 (22:25, 25:22, 17:25, 25:18, 15:9)  | Craiova                     | 250    |
| 13.01.2024                                                      | 17:30 | Rapid Bukareszt             | 3:1 (25:10, 21:25, 25:14, 25:15)        | Unirea Dej                  | 135    |
| 13. KOLEJKA                                                     |       |                             |                                         |                             |        |
| 20.01.2024                                                      | 15:00 | Rapid Bukareszt             | 3:0 (25:17, 26:24, 25:17)               | Steaua Bukareszt            | 350    |
| 20.01.2024                                                      | 18:00 | Unirea Dej                  | 0:3 (16:25, 15:25, 23:25)               | Corona Brașov               | 130    |
| 20.01.2024                                                      | 15:00 | Craiova                     | 3:1 (25:11, 15:25, 25:13, 25:12)        | UV Timișoara                | 50     |
| 20.01.2024                                                      | 17:00 | Constanța                   | 3:0 (26:24, 25:21, 28:26)               | Știința Explorări Baia Mare | 400    |
| 20.01.2024                                                      | 19:00 | Dinamo Bukareszt            | 3:2 (21:25, 20:25, 25:14, 27:25, 15:12) | Zalău                       | 300    |
| 20.01.2024                                                      | 15:00 | Arcada Galați               | 3:0 (25:19, 25:12, 25:14)               | Universitatea Cluj          | bd.    |
| 14. KOLEJKA                                                     |       |                             |                                         |                             |        |
| 24.01.2024                                                      | 18:00 | Steaua Bukareszt            | 3:1 (25:21, 21:25, 25:19, 25:19)        | Arcada Galați               | 150    |
| 19.02.2024                                                      | 14:00 | Universitatea Cluj          | 0:3 (14:25, 19:25, 20:25)               | Dinamo Bukareszt            | 100    |
| 24.01.2024                                                      | 18:00 | Zalău                       | 3:1 (25:23, 36:38, 25:11, 25:13)        | Constanța                   | 600    |
| 24.01.2024                                                      | 17:00 | Știința Explorări Baia Mare | 1:3 (16:25, 25:19, 23:25, 20:25)        | Craiova                     | 300    |
| 24.01.2024                                                      | 16:00 | UV Timișoara                | 0:3 (19:25, 19:25, 15:25)               | Unirea Dej                  | 100    |
| 24.01.2024                                                      | 19:00 | Corona Brașov               | 0:3 (23:25, 16:25, 24:26)               | Rapid Bukareszt             | 350    |
| 15. KOLEJKA                                                     |       |                             |                                         |                             |        |
| 28.01.2024                                                      | 19:30 | Corona Brașov               | 3:1 (25:22, 25:22, 23:25, 25:18)        | Steaua Bukareszt            | 400    |
| 14.03.2024                                                      | 17:00 | Rapid Bukareszt             | 3:1 (25:20, 21:25, 25:18, 25:21)        | UV Timișoara                | 80     |
| 27.01.2024                                                      | 18:00 | Unirea Dej                  | 0:3 (19:25, 23:25, 25:27)               | Știința Explorări Baia Mare | 180    |
| 27.01.2024                                                      | 18:00 | Craiova                     | 3:2 (24:26, 25:20, 25:16, 21:25, 22:20) | Zalău                       | 250    |
| 27.01.2024                                                      | 15:00 | Constanța                   | 3:0 (25:18, 25:21, 25:15)               | Universitatea Cluj          | 150    |
| 27.01.2024                                                      | 18:00 | Dinamo Bukareszt            | 0:3 (19:25, 23:25, 22:25)               | Arcada Galați               | 400    |
| 16. KOLEJKA                                                     |       |                             |                                         |                             |        |
| 3.02.2024                                                       | 17:00 | Steaua Bukareszt            | 3:2 (20:25, 25:17, 26:24, 22:25, 15:8)  | Dinamo Bukareszt            | 300    |
| 3.02.2024                                                       | 16:00 | Arcada Galați               | 3:1 (21:25, 25:17, 25:21, 25:20)        | Constanța                   | 400    |
| 3.02.2024                                                       | 14:30 | Universitatea Cluj          | 0:3 (15:25, 24:26, 21:25)               | Craiova                     | 250    |
| 3.02.2024                                                       | 18:00 | Zalău                       | 3:1 (25:12, 23:25, 25:18, 25:17)        | Unirea Dej                  | 300    |
| 3.02.2024                                                       | 17:00 | Știința Explorări Baia Mare | 1:3 (22:25, 19:25, 25:23, 18:25)        | Rapid Bukareszt             | 250    |
| 3.02.2024                                                       | 17:00 | UV Timișoara                | 0:3 (16:25, 18:25, 19:25)               | Corona Brașov               | 90     |
| 17. KOLEJKA                                                     |       |                             |                                         |                             |        |
| 10.02.2024                                                      | 17:00 | UV Timișoara                | 1:3 (25:21, 18:25, 19:25, 23:25)        | Steaua Bukareszt            | 90     |
| 10.02.2024                                                      | 19:30 | Corona Brașov               | 3:1 (25:19, 20:25, 25:20, 25:18)        | Știința Explorări Baia Mare | 230    |
| 10.02.2024                                                      | 16:00 | Rapid Bukareszt             | 3:1 (25:20, 20:25, 25:16, 25:21)        | Zalău                       | 200    |
| 10.02.2024                                                      | 18:00 | Unirea Dej                  | 3:0 (25:16, 25:17, 25:21)               | Universitatea Cluj          | 115    |
| 10.02.2024                                                      | 18:00 | Arcada Galați               | 3:0 (25:15, 25:21, 26:24)               | Craiova                     | 600    |
| 10.02.2024                                                      | 18:00 | Constanța                   | 3:0 (25:19, 25:21, 25:20)               | Dinamo Bukareszt            | 300    |
| 18. KOLEJKA                                                     |       |                             |                                         |                             |        |
| 14.02.2024                                                      | 18:00 | Steaua Bukareszt            | 2:3 (25:22, 18:25, 25:17, 21:25, 13:15) | Constanța                   | 95     |
| 14.02.2024                                                      | 18:00 | Dinamo Bukareszt            | 3:1 (25:21, 25:22, 19:25, 27:25)        | Craiova                     | 150    |
| 14.02.2024                                                      | 18:00 | Arcada Galați               | 3:0 (25:15, 25:19, 25:22)               | Unirea Dej                  | 500    |
| 4.02.2024                                                       | 11:00 | Universitatea Cluj          | 0:3 (14:25, 23:25, 17:25)               | Rapid Bukareszt             | 150    |
| 14.02.2024                                                      | 18:30 | Zalău                       | 2:3 (23:25, 27:25, 25:18, 23:25, 10:15) | Corona Brașov               | 500    |
| 14.02.2024                                                      | 12:00 | Știința Explorări Baia Mare | 3:0 (25:18, 25:9, 25:14)                | UV Timișoara                | 200    |
| 19. KOLEJKA                                                     |       |                             |                                         |                             |        |
| 17.02.2024                                                      | 17:00 | Știința Explorări Baia Mare | 3:1 (25:20, 25:21, 21:25, 28:26)        | Steaua Bukareszt            | 300    |
| 17.02.2024                                                      | 17:00 | UV Timișoara                | 0:3 (14:25, 24:26, 12:25)               | Zalău                       | 80     |
| 17.02.2024                                                      | 16:30 | Corona Brașov               | 3:1 (25:27, 25:11, 25:16, 25:16)        | Universitatea Cluj          | 150    |
| 17.02.2024                                                      | 17:00 | Rapid Bukareszt             | 3:0 (25:17, 29:27, 30:28)               | Arcada Galați               | 400    |
| 17.02.2024                                                      | 18:00 | Unirea Dej                  | 0:3 (24:26, 22:25, 17:25)               | Dinamo Bukareszt            | 120    |
| 17.02.2024                                                      | 18:00 | Craiova                     | 3:0 (25:16, 25:18, 25:20)               | Constanța                   | 250    |
| 20. KOLEJKA                                                     |       |                             |                                         |                             |        |
| 24.02.2024                                                      | 18:00 | Steaua Bukareszt            | 3:2 (25:21, 26:28, 21:25, 25:14, 19:17) | Craiova                     | 100    |
| 24.02.2024                                                      | 14:00 | Constanța                   | 3:1 (25:17, 25:21, 21:25, 25:17)        | Unirea Dej                  | 180    |
| 24.02.2024                                                      | 18:00 | Dinamo Bukareszt            | 0:3 (21:25, 20:25, 17:25)               | Rapid Bukareszt             | 300    |
| 24.02.2024                                                      | 18:00 | Arcada Galați               | 3:0 (25:23, 25:19, 25:23)               | Corona Brașov               | 860    |
| 24.02.2024                                                      | 18:00 | Universitatea Cluj          | 3:1 (25:20, 24:26, 25:16, 25:22)        | UV Timișoara                | 200    |
| 24.02.2024                                                      | 18:00 | Zalău                       | 0:3 (18:25, 21:25, 22:25)               | Știința Explorări Baia Mare | 250    |
| 21. KOLEJKA                                                     |       |                             |                                         |                             |        |
| 9.03.2024                                                       | 16:00 | Zalău                       | 2:3 (25:22, 20:25, 25:23, 23:25, 21:23) | Steaua Bukareszt            | 400    |
| 7.03.2024                                                       | 18:00 | Știința Explorări Baia Mare | 3:0 (25:15, 26:24, 25:13)               | Universitatea Cluj          | 300    |
| 10.03.2024                                                      | 12:00 | UV Timișoara                | 0:3 (16:25, 14:25, 24:26)               | Arcada Galați               | 60     |
| 9.03.2024                                                       | 16:30 | Corona Brașov               | 1:3 (17:25, 25:15, 21:25, 25:27)        | Dinamo Bukareszt            | 250    |
| 9.03.2024                                                       | 14:00 | Rapid Bukareszt             | 3:0 (31:29, 25:16, 25:21)               | Constanța                   | 120    |
| 9.03.2024                                                       | 18:00 | Unirea Dej                  | 1:3 (25:16, 7:25, 14:25, 19:25)         | Craiova                     | 110    |
| 22. KOLEJKA                                                     |       |                             |                                         |                             |        |
| 12.03.2024                                                      | 18:00 | Unirea Dej                  | 0:3 (18:25, 12:25, 24:26)               | Steaua Bukareszt            | 90     |
| 16.03.2024                                                      | 19:00 | Craiova                     | 0:3 (21:25, 28:30, 23:25)               | Rapid Bukareszt             | 200    |
| 16.03.2024                                                      | 18:00 | Constanța                   | 0:3 (23:25, 17:25, 24:26)               | Corona Brașov               | 300    |
| 16.03.2024                                                      | 15:00 | Dinamo Bukareszt            | 3:0 (25:17, 25:14, 25:18)               | UV Timișoara                | 120    |
| 16.03.2024                                                      | 18:00 | Arcada Galați               | 3:0 (25:22, 25:16, 25:14)               | Știința Explorări Baia Mare | 400    |
| 16.03.2024                                                      | 18:00 | Universitatea Cluj          | 0:3 (22:25, 15:25, 21:25)               | Zalău                       | 300    |
| Wszystkie godziny według czasu lokalnego (UTC+2/UTC+3). Źródło: |       |                             |                                         |                             |        |

### Tabela
| Lp.                                  | Drużyna                     | Pkt | Mecze | Mecze | Mecze | Rodzaj wyniku | Rodzaj wyniku | Rodzaj wyniku | Rodzaj wyniku | Rodzaj wyniku | Rodzaj wyniku | Sety | Sety | Sety  | Małe punkty | Małe punkty | Małe punkty |
| Lp.                                  | Drużyna                     | Pkt | M     | W     | P     | 3:0           | 3:1           | 3:2           | 2:3           | 1:3           | 0:3           | wyg. | prz. | stos. | zdob.       | str.        | stos.       |
| ------------------------------------ | --------------------------- | --- | ----- | ----- | ----- | ------------- | ------------- | ------------- | ------------- | ------------- | ------------- | ---- | ---- | ----- | ----------- | ----------- | ----------- |
| 1                                    | Arcada Galați               | 56  | 22    | 19    | 3     | 16            | 2             | 1             | 0             | 1             | 2             | 58   | 13   | 4.46  | 1711        | 1421        | 1.2         |
| 2                                    | Rapid Bukareszt             | 55  | 22    | 18    | 4     | 13            | 5             | 0             | 1             | 1             | 2             | 57   | 17   | 3.35  | 1802        | 1509        | 1.19        |
| 3                                    | Corona Brașov               | 53  | 22    | 18    | 4     | 11            | 5             | 2             | 1             | 1             | 2             | 57   | 21   | 2.71  | 1850        | 1592        | 1.16        |
| 4                                    | Dinamo Bukareszt            | 45  | 22    | 15    | 7     | 7             | 6             | 2             | 2             | 0             | 5             | 49   | 31   | 1.58  | 1818        | 1674        | 1.09        |
| 5                                    | Craiova                     | 40  | 22    | 13    | 9     | 7             | 4             | 2             | 3             | 2             | 4             | 47   | 35   | 1.34  | 1871        | 1710        | 1.09        |
| 6                                    | Steaua Bukareszt            | 39  | 22    | 14    | 8     | 7             | 2             | 5             | 2             | 3             | 3             | 49   | 36   | 1.36  | 1933        | 1792        | 1.08        |
| 7                                    | Constanța                   | 31  | 22    | 11    | 11    | 5             | 4             | 2             | 0             | 4             | 7             | 37   | 41   | 0.9   | 1700        | 1754        | 0.97        |
| 8                                    | Zalău                       | 30  | 22    | 9     | 13    | 4             | 4             | 1             | 4             | 6             | 3             | 41   | 45   | 0.91  | 1935        | 1910        | 1.01        |
| 9                                    | Știința Explorări Baia Mare | 27  | 22    | 9     | 13    | 5             | 3             | 1             | 1             | 5             | 7             | 34   | 44   | 0.77  | 1697        | 1747        | 0.97        |
| 10                                   | Unirea Dej                  | 13  | 22    | 4     | 18    | 4             | 0             | 0             | 1             | 5             | 12            | 19   | 54   | 0.35  | 1433        | 1717        | 0.83        |
| 11                                   | UV Timișoara                | 4   | 22    | 1     | 21    | 0             | 1             | 0             | 1             | 6             | 14            | 11   | 64   | 0.17  | 1346        | 1836        | 0.73        |
| 12                                   | Universitatea Cluj          | 3   | 22    | 1     | 21    | 0             | 1             | 0             | 0             | 3             | 18            | 6    | 64   | 0.09  | 1290        | 1724        | 0.75        |
| Legenda: faza play-off faza play-out |                             |     |       |       |       |               |               |               |               |               |               |      |      |       |             |             |             |

Źródło: 
Punktacja: 3:0 i 3:1 – 3 pkt; 3:2 – 2 pkt; 2:3 – 1 pkt; 1:3 i 0:3 – 0 pkt
Zasady ustalania kolejności: 1. liczba punktów; 2. liczba zwycięstw; 3. stosunek setów; 4. stosunek małych punktów; 5. bilans w bezpośrednich meczach

## Faza play-off
Wszystkie godziny według czasu lokalnego (UTC+2/UTC+3).

### Drabinka
|  |              |                  |              |                  |              |   |   |                  |               |           |                 |                    |                    |                    |                    |                    |                    |                    |        |        |        |
|  | Ćwierćfinały | Ćwierćfinały     | Ćwierćfinały | Ćwierćfinały     | Ćwierćfinały |   |   | Półfinały        | Półfinały     | Półfinały | Półfinały       | Półfinały          |                    |                    | Finały             | Finały             | Finały             | Finały             | Finały | Finały | Finały |
|  | Ćwierćfinały | Ćwierćfinały     | Ćwierćfinały | Ćwierćfinały     | Ćwierćfinały |   |   | Półfinały        | Półfinały     | Półfinały | Półfinały       | Półfinały          |                    |                    | Finały             | Finały             | Finały             | Finały             | Finały | Finały | Finały |
|  |              |                  |              |                  |              |   |   |                  |               |           |                 |                    |                    |                    |                    |                    |                    |                    |        |        |        |
|  |              |                  |              |                  |              |   |   |                  |               |           |                 |                    |                    |                    |                    |                    |                    |                    |        |        |        |
|  | 1            | Arcada Galați    | 3            | 0                | 3            |   |   |                  |               |           |                 |                    |                    |                    |                    |                    |                    |                    |        |        |        |
|  | 1            | Arcada Galați    | 3            | 0                | 3            |   |   |                  |               |           |                 |                    |                    |                    |                    |                    |                    |                    |        |        |        |
|  | 8            | Zalău            | 0            | 3                | 0            |   |   |                  |               |           |                 |                    |                    |                    |                    |                    |                    |                    |        |        |        |
|  | 8            | Zalău            | 0            | 3                | 0            |   |   | 1                | Arcada Galați | 3         | 2               | 3                  |                    |                    |                    |                    |                    |                    |        |        |        |
|  |              |                  |              |                  |              |   |   | 1                | Arcada Galați | 3         | 2               | 3                  |                    |                    |                    |                    |                    |                    |        |        |        |
|  |              |                  | 4            | Dinamo Bukareszt | 1            | 3 | 2 |                  |               |           |                 |                    |                    |                    |                    |                    |                    |                    |        |        |        |
|  | 4            | Dinamo Bukareszt | 4            | Dinamo Bukareszt | 1            | 3 | 2 | 3                | 0             | 3         |                 |                    |                    |                    |                    |                    |                    |                    |        |        |        |
|  | 4            | Dinamo Bukareszt |              |                  |              |   |   |                  |               | 3         |                 |                    |                    |                    |                    |                    |                    |                    |        |        |        |
|  | 5            | Craiova          | 2            | 3                | 1            |   |   |                  |               |           |                 |                    |                    |                    |                    |                    |                    |                    |        |        |        |
|  | 5            | Craiova          | 2            | 3                | 1            |   |   | 1                | Arcada Galați | 2         | 3               | 0                  | 1                  |                    |                    |                    |                    |                    |        |        |        |
|  |              |                  |              |                  |              |   |   |                  |               |           |                 |                    | 1                  |                    |                    |                    |                    |                    |        |        |        |
|  |              |                  | 3            | Corona Brașov    | 3            | 0 | 3 | 3                |               |           |                 |                    |                    |                    |                    |                    |                    |                    |        |        |        |
|  | 2            | Rapid Bukareszt  | 3            | Corona Brașov    | 3            | 0 | 3 | 3                | 3             | 3         |                 |                    |                    |                    |                    |                    |                    |                    |        |        |        |
|  | 2            | Rapid Bukareszt  |              |                  |              |   |   |                  |               | 3         |                 |                    |                    |                    |                    |                    |                    |                    |        |        |        |
|  | 7            | Constanța        | 1            | 1                |              |   |   |                  |               |           |                 |                    |                    |                    |                    |                    |                    |                    |        |        |        |
|  | 7            | Constanța        | 1            | 1                |              |   | 2 | Rapid Bukareszt  | 2             | 3         | 1               | Mecze o 3. miejsce | Mecze o 3. miejsce | Mecze o 3. miejsce | Mecze o 3. miejsce | Mecze o 3. miejsce | Mecze o 3. miejsce | Mecze o 3. miejsce |        |        |        |
|  |              |                  |              |                  |              |   | 2 | Rapid Bukareszt  | 2             | 3         | 1               | Mecze o 3. miejsce | Mecze o 3. miejsce | Mecze o 3. miejsce | Mecze o 3. miejsce | Mecze o 3. miejsce | Mecze o 3. miejsce | Mecze o 3. miejsce |        |        |        |
|  |              |                  | 3            | Corona Brașov    | 3            | 1 | 3 |                  |               |           |                 |                    |                    |                    |                    |                    |                    |                    |        |        |        |
|  | 3            | Corona Brașov    | 3            | Corona Brașov    | 3            | 1 | 3 | 3                | 3             |           |                 |                    |                    |                    |                    |                    |                    |                    |        |        |        |
|  | 3            | Corona Brașov    |              |                  |              |   |   |                  |               | 2         | Rapid Bukareszt | 3                  | 2                  | 3                  | 0                  | 3                  |                    |                    |        |        |        |
|  | 6            | Steaua Bukareszt | 0            | 1                |              |   |   |                  |               | 2         | Rapid Bukareszt | 3                  | 2                  | 3                  | 0                  | 3                  |                    |                    |        |        |        |
|  | 6            | Steaua Bukareszt | 0            | 1                |              |   | 4 | Dinamo Bukareszt | 1             | 3         | 0               | 3                  | 0                  |                    |                    |                    |                    |                    |        |        |        |
|  |              |                  |              |                  |              |   | 4 | Dinamo Bukareszt | 1             | 3         | 0               | 3                  | 0                  |                    |                    |                    |                    |                    |        |        |        |

|  |                     |                     |                     |                     |                     |   |   |                    |                    |                    |                    |                    |
|  | Mecze o miejsca 5-8 | Mecze o miejsca 5-8 | Mecze o miejsca 5-8 | Mecze o miejsca 5-8 | Mecze o miejsca 5-8 |   |   | Mecze o 5. miejsce | Mecze o 5. miejsce | Mecze o 5. miejsce | Mecze o 5. miejsce | Mecze o 5. miejsce |
|  | Mecze o miejsca 5-8 | Mecze o miejsca 5-8 | Mecze o miejsca 5-8 | Mecze o miejsca 5-8 | Mecze o miejsca 5-8 |   |   | Mecze o 5. miejsce | Mecze o 5. miejsce | Mecze o 5. miejsce | Mecze o 5. miejsce | Mecze o 5. miejsce |
|  |                     |                     |                     |                     |                     |   |   |                    |                    |                    |                    |                    |
|  |                     |                     |                     |                     |                     |   |   |                    |                    |                    |                    |                    |
|  | 5                   | Craiova             | 1                   | 3                   | 1                   |   |   |                    |                    |                    |                    |                    |
|  | 5                   | Craiova             | 1                   | 3                   | 1                   |   |   |                    |                    |                    |                    |                    |
|  | 8                   | Zalău               | 3                   | 2                   | 3                   |   |   |                    |                    |                    |                    |                    |
|  | 8                   | Zalău               | 3                   | 2                   | 3                   |   |   | 8                  | Zalău              | 3                  | 3                  |                    |
|  |                     |                     |                     |                     |                     |   |   | 8                  | Zalău              | 3                  | 3                  |                    |
|  |                     |                     | 6                   | Steaua Bukareszt    | 2                   | 2 |   |                    |                    |                    |                    |                    |
|  | 6                   | Steaua Bukareszt    | 6                   | Steaua Bukareszt    | 2                   | 2 | 3 | 3                  |                    |                    |                    |                    |
|  | 6                   | Steaua Bukareszt    |                     |                     |                     |   |   |                    |                    |                    |                    |                    |
|  | 7                   | Constanța           | 1                   | 1                   |                     |   |   |                    |                    |                    |                    |                    |
|  | 7                   | Constanța           | 1                   | 1                   | Mecze o 7. miejsce  |   |   |                    |                    |                    |                    |                    |
|  |                     |                     |                     |                     |                     |   |   |                    |                    |                    |                    |                    |
|  |                     |                     |                     |                     |                     |   |   |                    |                    |                    |                    |                    |
|  |                     |                     |                     |                     |                     |   |   |                    |                    |                    |                    |                    |
|  | 5                   | Craiova             | 2                   | 3                   | 2                   |   |   |                    |                    |                    |                    |                    |
|  | 5                   | Craiova             | 2                   | 3                   | 2                   |   |   |                    |                    |                    |                    |                    |
|  | 7                   | Constanța           | 3                   | 0                   | 3                   |   |   |                    |                    |                    |                    |                    |
|  | 7                   | Constanța           | 3                   | 0                   | 3                   |   |   |                    |                    |                    |                    |                    |

### Ćwierćfinały
Format: do dwóch zwycięstw
| Data                 | Godz.                | Gospodarz            | Rezultat                                | Gość                 | Widzów               |
| -------------------- | -------------------- | -------------------- | --------------------------------------- | -------------------- | -------------------- |
| Arcada Galați (1)    | Arcada Galați (1)    | Arcada Galați (1)    | 2 – 1                                   | (8) Zalău            | (8) Zalău            |
| 22.03.2024           | 17:00                | Arcada Galați        | 3:0 (25:14, 25:22, 25:20)               | Zalău                | 400                  |
| 27.03.2024           | 18:00                | Zalău                | 3:0 (25:18, 26:24, 27:25)               | Arcada Galați        | 600                  |
| 30.03.2024           | 19:00                | Arcada Galați        | 3:0 (25:20, 25:18, 25:14)               | Zalău                | 600                  |
| Dinamo Bukareszt (4) | Dinamo Bukareszt (4) | Dinamo Bukareszt (4) | 2 – 1                                   | (5) Craiova          | (5) Craiova          |
| 23.03.2024           | 18:00                | Dinamo Bukareszt     | 3:2 (23:25, 23:25, 25:22, 25:23, 19:17) | Craiova              | bd.                  |
| 27.03.2024           | 18:00                | Craiova              | 3:0 (25:13, 25:20, 25:22)               | Dinamo Bukareszt     | 500                  |
| 31.03.2024           | 18:00                | Dinamo Bukareszt     | 3:1 (25:15, 24:26, 25:21, 25:16)        | Craiova              | 1100                 |
| Rapid Bukareszt (2)  | Rapid Bukareszt (2)  | Rapid Bukareszt (2)  | 2 – 0                                   | (7) Constanța        | (7) Constanța        |
| 22.03.2024           | 14:00                | Rapid Bukareszt      | 3:1 (25:27, 25:21, 27:25, 26:24)        | Constanța            | 100                  |
| 27.03.2024           | 18:00                | Constanța            | 1:3 (18:25, 25:23, 19:25, 16:25)        | Rapid Bukareszt      | 300                  |
| Corona Brașov (3)    | Corona Brașov (3)    | Corona Brașov (3)    | 2 – 0                                   | (6) Steaua Bukareszt | (6) Steaua Bukareszt |
| 23.03.2024           | 19:30                | Corona Brașov        | 3:0 (25:17, 25:14, 28:26)               | Steaua Bukareszt     | 600                  |
| 27.03.2024           | 18:00                | Steaua Bukareszt     | 1:3 (18:25, 26:24, 22:25, 22:25)        | Corona Brașov        | 100                  |

Źródło: 

### Mecze o miejsca 5-8
Format: do dwóch zwycięstw

#### Półfinały 5-8
| Data                 | Godz.                | Gospodarz            | Rezultat                                | Gość             | Widzów        |
| -------------------- | -------------------- | -------------------- | --------------------------------------- | ---------------- | ------------- |
| Craiova (5)          | Craiova (5)          | Craiova (5)          | 1 – 2                                   | (8) Zalău        | (8) Zalău     |
| 6.04.2024            | 18:00                | Craiova              | 1:3 (22:25, 21:25, 25:19, 21:25)        | Zalău            | 300           |
| 10.04.2024           | 18:00                | Zalău                | 2:3 (25:18, 20:25, 24:26, 25:18, 11:15) | Craiova          | 800           |
| 13.04.2024           | 18:00                | Craiova              | 1:3 (21:25, 20:25, 25:23, 13:25)        | Zalău            | 250           |
| Steaua Bukareszt (6) | Steaua Bukareszt (6) | Steaua Bukareszt (6) | 2 – 0                                   | (7) Constanța    | (7) Constanța |
| 6.04.2024            | 18:00                | Steaua Bukareszt     | 3:1 (21:25, 28:26, 25:18, 25:18)        | Constanța        | 100           |
| 10.04.2024           | 18:00                | Constanța            | 1:3 (16:25, 25:19, 24:26, 20:25)        | Steaua Bukareszt | 150           |

Źródło: 

#### Mecze o 7. miejsce
| Data        | Godz.       | Gospodarz   | Rezultat                                | Gość          | Widzów        |
| ----------- | ----------- | ----------- | --------------------------------------- | ------------- | ------------- |
| Craiova (5) | Craiova (5) | Craiova (5) | 1 – 2                                   | (7) Constanța | (7) Constanța |
| 20.04.2024  | 19:00       | Constanța   | 3:2 (23:25, 26:24, 11:25, 25:21, 15:10) | Craiova       | 200           |
| 27.04.2024  | 18:00       | Craiova     | 3:0 (25:23, 25:19, 25:18)               | Constanța     | 150           |
| 1.05.2024   | 18:00       | Constanța   | 3:2 (21:25, 25:19, 25:21, 19:25, 15:11) | Craiova       | 200           |

Źródło: 

#### Mecze o 5. miejsce
| Data                 | Godz.                | Gospodarz            | Rezultat                                | Gość             | Widzów    |
| -------------------- | -------------------- | -------------------- | --------------------------------------- | ---------------- | --------- |
| Steaua Bukareszt (6) | Steaua Bukareszt (6) | Steaua Bukareszt (6) | 0 – 2                                   | (8) Zalău        | (8) Zalău |
| 20.04.2024           | 18:00                | Zalău                | 3:2 (25:22, 25:22, 26:28, 20:25, 15:10) | Steaua Bukareszt | 900       |
| 27.04.2024           | 18:00                | Steaua Bukareszt     | 2:3 (25:17, 25:23, 18:25, 20:25, 10:15) | Zalău            | 80        |

Źródło: 

### Półfinały
Format: do dwóch zwycięstw
| Data                | Godz.               | Gospodarz           | Rezultat                                | Gość                 | Widzów               |
| ------------------- | ------------------- | ------------------- | --------------------------------------- | -------------------- | -------------------- |
| Arcada Galați (1)   | Arcada Galați (1)   | Arcada Galați (1)   | 2 – 1                                   | (4) Dinamo Bukareszt | (4) Dinamo Bukareszt |
| 6.04.2024           | 19:00               | Arcada Galați       | 3:1 (20:25, 25:21, 25:19, 25:17)        | Dinamo Bukareszt     | 1400                 |
| 10.04.2024          | 18:00               | Dinamo Bukareszt    | 3:2 (26:24, 12:25, 25:18, 16:25, 15:11) | Arcada Galați        | 300                  |
| 13.04.2024          | 19:00               | Arcada Galați       | 3:2 (25:14, 21:25, 23:25, 25:23, 15:9)  | Dinamo Bukareszt     | 1300                 |
| Rapid Bukareszt (2) | Rapid Bukareszt (2) | Rapid Bukareszt (2) | 1 – 2                                   | (3) Corona Brașov    | (3) Corona Brașov    |
| 6.04.2024           | 18:00               | Rapid Bukareszt     | 2:3 (23:25, 25:19, 25:20, 22:25, 9:15)  | Corona Brașov        | 250                  |
| 10.04.2024          | 19:30               | Corona Brașov       | 1:3 (20:25, 25:18, 12:25, 20:25)        | Rapid Bukareszt      | 400                  |
| 14.04.2024          | 14:00               | Rapid Bukareszt     | 1:3 (14:25, 20:25, 26:24, 19:25)        | Corona Brașov        | 500                  |

Źródło: 

### Mecze o 3. miejsce
Format: do trzech zwycięstw
| Data                | Godz.               | Gospodarz           | Rezultat                                | Gość                 | Widzów               |
| ------------------- | ------------------- | ------------------- | --------------------------------------- | -------------------- | -------------------- |
| Rapid Bukareszt (2) | Rapid Bukareszt (2) | Rapid Bukareszt (2) | 3 – 2                                   | (4) Dinamo Bukareszt | (4) Dinamo Bukareszt |
| 20.04.2024          | 15:30               | Rapid Bukareszt     | 3:1 (23:25, 27:25, 27:25, 27:25)        | Dinamo Bukareszt     | 150                  |
| 21.04.2024          | 15:30               | Rapid Bukareszt     | 2:3 (22:25, 25:21, 26:28, 25:21, 12:15) | Dinamo Bukareszt     | 150                  |
| 27.04.2024          | 18:00               | Dinamo Bukareszt    | 0:3 (19:25, 21:25, 22:25)               | Rapid Bukareszt      | 100                  |
| 28.04.2024          | 18:00               | Dinamo Bukareszt    | 3:0 (25:20, 25:18, 25:22)               | Rapid Bukareszt      | 200                  |
| 1.05.2024           | 16:30               | Rapid Bukareszt     | 3:0 (25:23, 25:23, 25:18)               | Dinamo Bukareszt     | 400                  |

Źródło: 

### Finały
Format: do trzech zwycięstw
| Data              | Godz.             | Gospodarz         | Rezultat                                | Gość              | Widzów            |
| ----------------- | ----------------- | ----------------- | --------------------------------------- | ----------------- | ----------------- |
| Arcada Galați (1) | Arcada Galați (1) | Arcada Galați (1) | 1 – 3                                   | (3) Corona Brașov | (3) Corona Brașov |
| 21.04.2024        | 20:00             | Arcada Galați     | 2:3 (16:25, 25:19, 17:25, 25:20, 12:15) | Corona Brașov     | 1500              |
| 22.04.2024        | 20:00             | Arcada Galați     | 3:0 (25:20, 25:21, 25:18)               | Corona Brașov     | 1200              |
| 28.04.2024        | 20:00             | Corona Brașov     | 3:0 (25:18, 25:21, 25:20)               | Arcada Galați     | 1500              |
| 29.04.2024        | 20:00             | Corona Brașov     | 3:1 (24:26, 25:21, 25:21, 25:19)        | Arcada Galați     | 2000              |

Źródło: 

## Faza play-out
Wszystkie godziny według czasu lokalnego (UTC+2/UTC+3).

### Drabinka
|  |                      |                             |                      |                      |                      |                      |                      |   |                             |                    |                    |                    |                    |                    |
|  | Mecze o miejsca 9-12 | Mecze o miejsca 9-12        | Mecze o miejsca 9-12 | Mecze o miejsca 9-12 | Mecze o miejsca 9-12 | Mecze o miejsca 9-12 | Mecze o miejsca 9-12 |   |                             | Mecze o 9. miejsce | Mecze o 9. miejsce | Mecze o 9. miejsce | Mecze o 9. miejsce | Mecze o 9. miejsce |
|  | Mecze o miejsca 9-12 | Mecze o miejsca 9-12        | Mecze o miejsca 9-12 | Mecze o miejsca 9-12 | Mecze o miejsca 9-12 | Mecze o miejsca 9-12 | Mecze o miejsca 9-12 |   |                             | Mecze o 9. miejsce | Mecze o 9. miejsce | Mecze o 9. miejsce | Mecze o 9. miejsce | Mecze o 9. miejsce |
|  |                      |                             |                      |                      |                      |                      |                      |   |                             |                    |                    |                    |                    |                    |
|  |                      |                             |                      |                      |                      |                      |                      |   |                             |                    |                    |                    |                    |                    |
|  | 9                    | Știința Explorări Baia Mare | 3                    | 3                    | 3                    |                      |                      |   |                             |                    |                    |                    |                    |                    |
|  | 9                    | Știința Explorări Baia Mare | 3                    | 3                    | 3                    |                      |                      |   |                             |                    |                    |                    |                    |                    |
|  | 12                   | Universitatea Cluj          | 0                    | 1                    | 0                    |                      |                      |   |                             |                    |                    |                    |                    |                    |
|  | 12                   | Universitatea Cluj          | 0                    | 1                    | 0                    |                      |                      | 9 | Știința Explorări Baia Mare | 3                  | 3                  |                    |                    |                    |
|  |                      |                             |                      |                      |                      |                      |                      | 9 | Știința Explorări Baia Mare | 3                  | 3                  |                    |                    |                    |
|  |                      |                             | 10                   | Unirea Dej           | 0                    | 1                    |                      |   |                             |                    |                    |                    |                    |                    |
|  | 10                   | Unirea Dej                  | 10                   | Unirea Dej           | 0                    | 1                    | 3                    | 3 | 3                           |                    |                    |                    |                    |                    |
|  | 10                   | Unirea Dej                  |                      |                      |                      |                      |                      |   |                             |                    |                    |                    |                    |                    |
|  | 11                   | UV Timișoara                | 0                    | 1                    | 1                    |                      |                      |   |                             |                    |                    |                    |                    |                    |
|  | 11                   | UV Timișoara                | 0                    | 1                    | 1                    | Mecze o 11. miejsce  |                      |   |                             |                    |                    |                    |                    |                    |
|  |                      |                             |                      |                      |                      |                      |                      |   |                             |                    |                    |                    |                    |                    |
|  |                      |                             |                      |                      |                      |                      |                      |   |                             |                    |                    |                    |                    |                    |
|  |                      |                             |                      |                      |                      |                      |                      |   |                             |                    |                    |                    |                    |                    |
|  | 11                   | UV Timișoara                | 1                    | 1                    |                      |                      |                      |   |                             |                    |                    |                    |                    |                    |
|  | 11                   | UV Timișoara                | 1                    | 1                    |                      |                      |                      |   |                             |                    |                    |                    |                    |                    |
|  | 12                   | Universitatea Cluj          | 3                    | 3                    |                      |                      |                      |   |                             |                    |                    |                    |                    |                    |
|  | 12                   | Universitatea Cluj          | 3                    | 3                    |                      |                      |                      |   |                             |                    |                    |                    |                    |                    |

### Mecze o miejsca 9-12
Format: do trzech zwycięstw
| Data                            | Godz.                           | Gospodarz                       | Rezultat                         | Gość                        | Widzów                  |
| ------------------------------- | ------------------------------- | ------------------------------- | -------------------------------- | --------------------------- | ----------------------- |
| Știința Explorări Baia Mare (9) | Știința Explorări Baia Mare (9) | Știința Explorări Baia Mare (9) | 3 – 0                            | (12) Universitatea Cluj     | (12) Universitatea Cluj |
| 23.03.2024                      | 12:00                           | Știința Explorări Baia Mare     | 3:0 (25:20, 25:17, 25:18)        | Universitatea Cluj          | 250                     |
| 24.03.2024                      | 12:00                           | Știința Explorări Baia Mare     | 3:1 (24:26, 25:12, 25:19, 25:19) | Universitatea Cluj          | 200                     |
| 30.03.2024                      | 19:30                           | Universitatea Cluj              | 0:3 (20:25, 15:25, 20:25)        | Știința Explorări Baia Mare | 200                     |
| Unirea Dej (10)                 | Unirea Dej (10)                 | Unirea Dej (10)                 | 3 – 0                            | (11) UV Timișoara           | (11) UV Timișoara       |
| 23.03.2024                      | 18:00                           | Unirea Dej                      | 3:0 (25:15, 25:15, 25:16)        | UV Timișoara                | 90                      |
| 24.03.2024                      | 18:00                           | Unirea Dej                      | 3:1 (25:21, 25:20, 21:25, 25:15) | UV Timișoara                | 80                      |
| 30.03.2024                      | 18:00                           | UV Timișoara                    | 1:3 (26:24, 23:25, 18:25, 23:25) | Unirea Dej                  | 85                      |

Źródło: 

### Mecze o 11. miejsce
Format: do dwóch zwycięstw
| Data              | Godz.             | Gospodarz          | Rezultat                         | Gość                    | Widzów                  |
| ----------------- | ----------------- | ------------------ | -------------------------------- | ----------------------- | ----------------------- |
| UV Timișoara (11) | UV Timișoara (11) | UV Timișoara (11)  | 0 – 2                            | (12) Universitatea Cluj | (12) Universitatea Cluj |
| 13.04.2024        | 18:00             | UV Timișoara       | 1:3 (19:25, 26:24, 22:25, 18:25) | Universitatea Cluj      | 80                      |
| 20.04.2024        | 17:30             | Universitatea Cluj | 3:1 (25:23, 26:28, 25:23, 25:17) | UV Timișoara            | 350                     |

Źródło: 

### Mecze o 9. miejsce
Format: do dwóch zwycięstw
| Data                            | Godz.                           | Gospodarz                       | Rezultat                         | Gość                        | Widzów          |
| ------------------------------- | ------------------------------- | ------------------------------- | -------------------------------- | --------------------------- | --------------- |
| Știința Explorări Baia Mare (9) | Știința Explorări Baia Mare (9) | Știința Explorări Baia Mare (9) | 2 – 0                            | (10) Unirea Dej             | (10) Unirea Dej |
| 6.04.2024                       | 12:00                           | Știința Explorări Baia Mare     | 3:0 (25:16, 25:15, 25:21)        | Unirea Dej                  | 200             |
| 13.04.2024                      | 17:00                           | Unirea Dej                      | 1:3 (25:17, 23:25, 17:25, 23:25) | Știința Explorări Baia Mare | 100             |

Źródło: 

## Klasyfikacja końcowa
| Lp. | Drużyna                        |
| --- | ------------------------------ |
| 1.  | CSM Corona Brașov              |
| 2.  | CSM Arcada Galați              |
| 3.  | CS Rapid Bukareszt             |
| 4.  | CS Dinamo Bukareszt            |
| 5.  | SCM Zalău                      |
| 6.  | CSA Steaua Bukareszt           |
| 7.  | CSM Constanța                  |
| 8.  | SCMU Craiova                   |
| 9.  | CS Știința Explorări Baia Mare |
| 10. | CS Unirea Dej                  |
| 11. | CS Universitatea Cluj          |
| 12. | CS UV Timișoara                |

Legenda:
     spadek do niższej ligi (Divizia A2)